# 2-氰基-3-(4-三氟甲基苯基)丙烯酸甲酯
2-氰基-3-(4-三氟甲基苯基)丙烯酸甲酯是一种有机化合物，化学式为C12H8F3NO2。它可由氰乙酸甲酯和4-三氟甲基苯甲醛在哌啶催化下于乙醇中反应制得。它可以被氨硼烷还原为α-氰基-4-三氟甲基苯丙酸甲酯。